# Consejo de Seguridad Nacional (Tailandia)
El Consejo para la Reforma Democrática (CRD) es el órgano creado por los militares de Tailandia que llevaron a término el golpe de Estado el 19 de septiembre de 2006 y que asumió todo el poder ejecutivo y legislativo en el país por un período declarado de dos semanas.
La denominación oficial desde el 19 al 28 de septiembre sufrió diversas variaciones, habiendo sido la denominación oficial más estable la de Consejo para la Reforma Democrática bajo la Monarquía Constitucional. No obstante, el 28 de septiembre, el portavoz del Consejo informó que la traducción al inglés de algunos medios llevaba a la confusión implicando al monarca, cuestión que querían evitar con la denominación de Consejo para la Reforma Democrática. Después de la aprobación de la Constitución interina de Tailandia el 1 de octubre de 2006 se constituyó como Consejo de Seguridad Nacional.
Hasta el 1 de octubre de 2007, el presidente del Consejo fue el líder del golpe de Estado, comandante general del Real Ejército Tailandés, general Sondhi Boonyaratklin, quien renunció en favor del comandante en jefe de la Real Fuerza Aérea de Tailandia, general Chalit Pookpasuk.
En 2008, el Consejo estaba compuesto por:
- Comandante en Jefe de la Real Fuerza Aérea de Tailandia, General Chalit Pookpasuk, Jefe del Consejo.
- Comandante de la Armada, Almirante Sathiraphan Keyanon.
- Comisario General de Policía, General Kowit Wattana, depuesto el 5 de febrero de 2007.
- Secretario General del Consejo Nacional de Seguridad, General Winai Phatthiyakul, Secretario del Consejo y Secretario Permanente de Defensa.
- Comandante Supremo, General Ruangroj Mahasaranon.
- Comandante, General Anupong Paochinda-

Tras las elecciones generales de 2007, el Consejo en su estructura, composición y funciones cesó, pasando a ser un órgano del Ministerio de Defensa.